# 좌익급진당

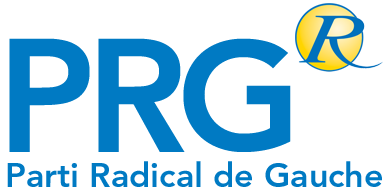

좌익급진당 (左翼急進黨, 프랑스어: Parti Radical de Gauche)은 사회자유주의를 표방하는 프랑스의 중도좌파 정당이다. 이 정당은 1972년 창당 이후부터 사회당과 밀접한 관계를 맺으면서 성장하였다. 프랑수아 올랑드 대통령 하에서 연정 세력으로 참여했고, 당 대표는 장미셸 바이레가 맡고 있다.

## 역사
좌익급진당은 1972년에 좌파 정당 중 하나인 공화주의자, 급진주의자, 그리고 급진사회주의자당에서 일부 의원들이 탈당에 새롭게 창당되었다. 여기에는 장자크 세르슈라이버의 중도화 전략에 반발한 세력이 포함되어 있었는데, 이들은 곧 사회당, 공산당과 함께 공동 정책을 결성하게 된다. 처음 창당 때 급진사회주의좌파운동(프랑스어: Mouvement de la Gauche Radicale-Socialiste, MGRS)로 시작하였지만, 1973년 이후에는 급진좌파운동(프랑스어: Mouvement des Radicaux de Gauche, MRG)로 당명을 변경하였다.
1970년대에 로베르 파브르가 대표로 재직하는 동안, 그는 좌파 세력에서 3번째로 중요한 위치에 있었지만, 선거를 통한 득표수나 의석수로는 사회당과 공산당에 비해 미미한 수준이었다. 이에 파브르는 당시 대통령이었던 발레리 지스카르 데스탱과 공조를 하였고, 이는 곧 당내 반발을 불러 그가 축출되는 상황이 발생하였다.
1981년 선거에서 이 당은 미셸 크레푸가 대선 후보로 출마하였지만 1차 투표에서 2.1%를 득표하여 낙선하였다. 크레푸는 2차 투표에서 사회당의 프랑수아 미테랑을 지지하였으며, 미테랑이 대통령에 당선되자 사회당과 연정 관계를 맺게 되었다. 이로서 좌익급진당은 1981년부터 1986년, 1988년부터 1993년까지 여당으로 지냈다. 이 사이 1984년 유럽 의회 선거에서는 다른 정당과 공조하여 출마하였지만 3.3%에 그쳐 당선자를 배출하지 못하였다.
1990년대에 사업가 출신의 베르나르 타피가 대표에 취임한 이후, 좌익급진당은 사회당의 낮은 지지율 속에서 반사이익을 챙기려고 하였다. 그 결과, 1994년 유럽 의회 선거에서는 타피가 이끄는 가운데 12.0%를 득표해 13석을 차지하는 등 크게 선전하였다. 그러나 타피가 이후 스캔들에 의해 대표직에서 사퇴한 이후, 새로 사회주의급진당(프랑스어: Parti Radical-Socialiste, PRS)로 당명을 다시 변경하였지만, 지지율은 다시 원상태로 돌아가게 된다.
이후 급진당이 PRS에 대한 법적 절차를 개시하자 PRS는 1997년 좌익급진당으로 다시 당명을 변경하여 이에 맞섰다.

## 역대 선거 결과
| 선거        | 당선자   | 득표율 (1차 투표) |
| ----------- | -------- | ----------------- |
| 1973년 총선 | 13 / 491 | 19.2%             |
| 1978년 총선 | 10 / 491 | 2.1%              |
| 1981년 총선 | 14 / 491 | 36.0%             |
| 1986년 총선 | 2 / 573  | 0.4%              |
| 1988년 총선 | 9 / 577  | 1.1%              |
| 1993년 총선 | 14 / 577 | 2.8%              |
| 1997년 총선 | 12 / 577 | 1.4%              |
| 2002년 총선 | 7 / 577  | 1.5%              |
| 2007년 총선 | 7 / 577  | 1.3%              |
| 2012년 총선 | 12 / 577 | 1.7%              |
| 2017년 총선 | 3 / 577  | 0.47%             |

## 같이 보기
- 급진주의